# Суојарви
Суојарви (рус. Суоярви) град је у Русији у Карелији.

## Становништво
| 1959. | 1970. | 1979.  | 1989.  | 2002.  | 2010. |
| ----- | ----- | ------ | ------ | ------ | ----- |
| 6.711 | 9.425 | 10.507 | 11.772 | 11.600 | 9.766 |